# Jeon Ha-young
Jeon Ha-young (født 18. august 2001) er en sydkoreansk fægter , der specialiserer sig i sabel.
Hun repræsenterede Sydkorea ved sommer-OL i Paris i 2024 , hvor hun vandt sølv i holdkonkurrencen.

## Eksterne links
- Jeon Ha-youngs profil på Olympics.com (engelsk)
- Jeon Ha-youngs profil hos FIE (engelsk)